# 唐湊停留場
唐湊停留場（とそていりゅうじょう）は、鹿児島県鹿児島市郡元一丁目にある鹿児島市電唐湊線の停留場。使用する系統は鹿児島市電2系統のみである。

## 歴史
- 1957年（昭和32年）3月29日：鹿児島市交通局により設置される。
- 2023年1月1日：小牧建設をネーミングライツパートナーとして副呼称が追加され、「唐湊（小牧建設前）」になった[1][2]。

## 構造
- 2面2線の相対式ホーム。地上駅。両ホームとの行き来は電車が通過中でない限りいつでもできる。
- 両のりばとも車椅子及び電動車椅子の使用はホーム幅が規定に足りないため不可。
- 無人駅で、乗車券などの販売は行っていない。

### のりば
- 2系統 - 郡元方面
- 2系統 - 鹿児島中央駅前、天文館、鹿児島駅前方面

## 利用状況
| 年度   | 1日平均 乗降人員 |
| ------ | ---------------- |
| 2011年 | 408              |
| 2012年 | 399              |
| 2013年 | 423              |
| 2014年 | 439              |
| 2015年 | 466              |

## 周辺
- 鹿児島大学農学部・共同獣医学部・工学部・理学部

## 隣の停留場
鹿児島市交通局
鹿児島市電2系統
神田（交通局前）停留場 - 唐湊停留場 - 工学部前停留場